# كربنة (كيمياء)

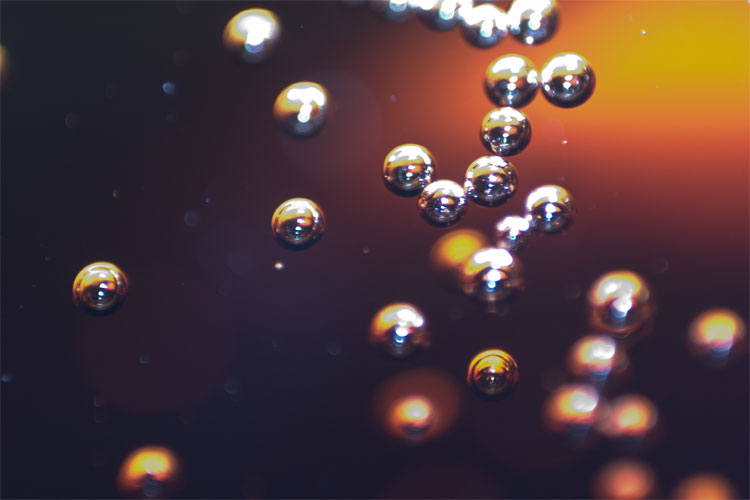
فقاعات غاز ثنائي أكسيد الكربون المنطلقة من مشروب غازي.

الكربنة في الكيمياء هي عملية إذابة/إحلال غاز ثنائي أكسيد الكربون في سائل ما، وهي غالباً ما تتم تحت تطبيق ضغط مرتفع. عند تخفيف أو إزالة الضغظ فإن ثنائي أكسيد الكربون يتحرر من المحلول على شكل فقاعات، (يوصف عادة على أنه غاز فوّار).
من الأمثلة التي تطبق فيها عملية الكربنة إذابة/إحلال غاز ثنائي أكسيد الكربون في الماء للحصول على المياه المكربنة.

## اقرأ أيضاً
- مياه مكربنة
- مشروب غازي
- تحليل حجمي حراري